# Zbigniew (prénom)
Zbigniew est un prénom polonais.
- Pour l'ensemble des articles sur les personnes portant ce prénom, consulter :
  - la liste des articles dont le titre commence par ce prénom
  - les listes produites par Wikidata : Liste des personnes de prénom « Zbigniew » — même liste en incluant les éventuels prénoms composés qui contiennent « Zbigniew ».

## Personnes portant ce prénom
- Zbigniew, duc de Pologne au XIIe siècle
- Zbigniew Boniek (né en 1956), ancien joueur international et entraîneur polonais de football.
- Zbigniew Brzeziński (1928-2017), politologue américain d'origine polonaise.
- Zbigniew Fil (1977-), chanteur et multi-instrumentiste polonais.
- Zbigniew Gut, joueur de football polonais.
- Zbigniew Herbert, poète et dramaturge polonais.
- Zbigniew Kaczmarek, footballeur polonais né le 1er juin 1962 à Lębork.
- Zbigniew Messner, économiste et homme politique polonais
- Zbigniew Preisner, compositeur de musique de films polonais
- Zbigniew Robert, mieux connu sous le nom de Inferno (batteur), batteur du groupe de blackened death metal Behemoth.
- Zbigniew Rybczyński, réalisateur polonais détenteur entre autres d'un Oscar du cinéma.
- Zbigniew Wassermann, homme politique polonais, membre du parti Droit et justice.
- Zbigniew Wodecki (1950-2017), musicien polonais, multi-instrumentiste, compositeur, arrangeur, chanteur, acteur et présentateur de télévision.
- Zbigniew Zakrzewski (dit Zaki), footballeur polonais.